# Magda Rossi
Magda Rossi (1950) è un'ex sciatrice alpina italiana.

## Biografia
Sciatrice polivalente originaria di Madesimo, la Rossi ai Campionati italiani 1970, disputati a marzo a San Martino di Castrozza, vinse la medaglia di bronzo sia nello slalom gigante sia nella combinata; non debuttò in Coppa del Mondo  e non prese parte a rassegne olimpiche o iridate.

## Palmarès

### Campionati italiani
- 2 medaglie[2]:
  - 2 bronzi (slalom gigante, combinata nel 1970)